# Márcio Seligmann-Silva
Márcio Seligmann-Silva (São Paulo, 1964) é um crítico literário, ensaísta, tradutor, teórico e curador de exposições, além de professor universitário na UNICAMP. Foi o ganhador do Prêmio Jabuti de Literatura em 2006 e finalista na mesma premiação em 2000.
Formou-se em História pela PUC-SP e tem mestrado em literatura alemã pela USP, doutorado em Teoria Literária e Literatura Comparada pela Universidade Livre de Berlim (1996), pós-doutorados pela PUC-SP (1998, CNPq e 1999, FAPESP), pós-doutorado pelo Zentrum für Literatur- und Kulturforschung Berlin (ZfL) (2002) e pós-doutorado pelo Departamento de Alemão da Universidade Yale (2005). Foi professor convidado na Alemanha, Argentina, México e Inglaterra. 

### Livros publicados
- Ler o Livro do Mundo. Walter Benjamin: romantismo e crítica poética, São Paulo: Iluminuras/FAPESP, 1999. 249 pp.
- Leituras de Walter Benjamin, org. por Márcio Seligmann-Silva, São Paulo: Annablume/FAPESP, 1999. 210 pp. (Segunda edição, revista e ampliada, 2007)
- Catástrofe e Representação, org. por M. Seligmann-Silva e A. Nestrovski, São Paulo: Escuta, 2000. 259 pp.
- História, Memória, Literatura. O testemunho na era das catástrofes, org. por M. Seligmann-Silva, Campinas: Editora da UNICAMP, 2003. 555 pp.
- Adorno, S. Paulo: PubliFolha, 2003. 108 pp.
- O local da diferença. Ensaios sobre memória, arte, literatura e tradução, São Paulo: Editora 34, 2005. 357 pp.
- Palavra e Imagem, Memória e Escritura, org. por M. Seligmann-Silva, Chapecó: Argos, 2006. 403 pp.
- Para uma crítica da compaixão, São Paulo: Lumme Editor, 2009. 128pp. ISBN 9788362441141
- A atualidade de Walter Benjamin e de Theodor W. Adorno, Rio de Janeiro: Editora Civilização Brasileira, 2009. 142pp.ISBN 978-85-200-0921-5.
- Escritas da violência. Vol I. O testemunho, orgs. Márcio Seligmann-Silva, Jaime Ginzburg, F.Hardman, Rio de Janeiro: 7Letras, 2012.289pp. ISBN 9788575777503.
- Escritas da violência. Vol II. Representações da violência na história e na cultura contemporâneas da América Latina, orgs. Márcio Seligmann-Silva, Jaime Ginzburg, F.Hardman, Rio de Janeiro: 7Letras, 2012. 186pp. ISBN 9788575777510 (v.2).
- Imagem e Memória, org. Por Elcio Loureiro Cornelsen, Elisa Amorim Vieira e Márcio Seligmann-Silva, Belo Horizonte: FALE/UFMG, 2012.448pp. ISBN: 9788577581221.
- Hiatus. Arte, Memória e Direitos Humanos na América Latina, org. por M. Seligmann-Silva e Fúlvia Molina, São Paulo: Memorial da Resistência de São Paulo, 2018. ISBN 9788584410101
- A virada testemunhal e decolonial do saber histórico. Campinas: Editora da UNICAMP, 2022. 368 pp. ISBN 9788526815315
- Passagem para o outro como tarefa. Tradução, testemunho e pós-colonialidade, Rio de Janeiro: Editora da UFRJ, 2022. 300pp ISBN 9786588388211 [online: https://pantheon.ufrj.br/bitstream/11422/19488/1/ebook_passagem-para-o-outro_2022.pdf]
- Marcelo Brodsky: Exílios, Escombros, Resistências, org. Márcio Seligmann-Silva, São Paulo: Museu. Judaico de São Paulo, 2023. ISBN 9786599728976
- Walter Benjamin e a guerra de imagens. São Paulo: Perspectiva, 2023. 208 p. ISBN 9786555051681

### Traduções
- Walter Benjamin, O Conceito de Crítica de Arte no Romantismo Alemão (tradução, introdução e notas), São Paulo: Iluminuras/ EDUSP, 1993. Coleção Biblioteca Pólen. 146 pp.
- G.E. Lessing, Laocoonte. Ou sobre as Fronteiras da Poesia e da Pintura (introdução, tradução e notas), São Paulo: Iluminuras/Secretaria de Estado da Cultura, 1998. 318 pp.
- J. Habermas, A Constelação pós-nacional. Ensaios políticos, São Paulo: Littera Mundi, 2001. 220 pp.
- Philippe Lacoue-Labarthe e Jean-Luc Nancy, O mito nazista, São Paulo: Iluminuras, 2002. 93 pp. ISBN 85-7321-151-2. (Coleção Testemunhos)
- Walter Benjamin, A obra de arte na era de sua reprodutibilidade técnica, organização, revisão de tradução e apresentação M. Seligmann-Silva;  trad. Gabriel Valladão Silva, Porto Alegre: L&PM, 2013. ISBN 9788525428844
- BENJAMIN, Walter. Sobre o conceito de história. Edição crítica. Organização e tradução, Adalberto Müller e Márcio Seligmann-Silva, São Paulo: Alameda, 2020. ISBN 9786586081503
- BENJAMIN, Walter. Paris, a capital do século XIX e outros escritos sobre cidades, organização, ensaio biobibliográfico, apresentação e revisão técnica de M. Seligmann-Silva, tradução Claudia Abeling, Porto Alegre: L&PM, 2022. 264 pp. ISBN:  6556662542

### Curadorias
- “Hiatus: memória da violência ditatorial na América Latina”. Local: Memorial da Resistência, Estação Pinacoteca, São Paulo. Artistas participantes: Andreas Knitz, Clara Ianni, Fulvia Molina, Horst Hoheisel, Jaime Lauriano, Leila Danziger, Marcelo Brodsky e Rodrigo Yanes. Datas: 21/10/17 a 18/02/18.
- “[In]visíveis. Polacas: memória e resistência”. Local Oficina Cultural Oswald de Andrade, São Paulo. Artistas participantes: Eva Castiel, Fanny Feigenson e Fulvia Molina. De 26/10/19 a 14/12/19
- “MemoriAntonia: Por uma memória ativa a serviço dos Direitos Humanos”, no Centro Universitário Maria Antônia, USP, São Paulo. Abertura: 04/11/2021. Artistas participantes: Carlos Zilio, Cildo Meireles, Cláudio Tozzi, Evandro Teixeira, Fúlvia Molina, Gilvan Barreto, Giselle Beiguelman, Hiroto Yoshioka, Jaime Lauriano, Lais Myrrha, Leila Danziger, Luis Humberto, Orlando Brito, Rafael Pagatini, Renato Tapajós, Isael Maxakali, Sonia Maxakali, Roney Freitas.
- “MARCELO BRODSKY: EXÍLIOS, ESCOMBROS, RESISTÊNCIAS”. Museu Judaico de São Paulo, de 05/08/2023 a 05/11/2023.

## Prêmios
- 2006 Primeiro Lugar, Prêmio Jabuti 2006 na categoria Melhor Livro de Teoria/Crítica Literária com o livro O Local da Diferença, Editora 34, 2005., Câmara Brasileira do Livro.[1]
- 2000 Prêmio Mario de Andrade de Ensaio Literário pelo livro Ler o Livro do Mundo, Iluminuras, 1999., Fundação Biblioteca Nacional/Departamento Nacional do Livro.[3]
- 2000 Finalista, Prêmio Jabuti, categoria Tradução pela tradução de G.E. Lessing, Laocoonte. Ou sobre as Fronteiras da Poesia e da Pintura. Iluminuras, 1998., Câmara Brasileira do Livro.[2]